# Matavenero
Matavenero  es una localidad de Matavenero y Poibueno, en el municipio de Torre del Bierzo, comarca de El Bierzo, provincia de León, Castilla y León, España.

## Historia

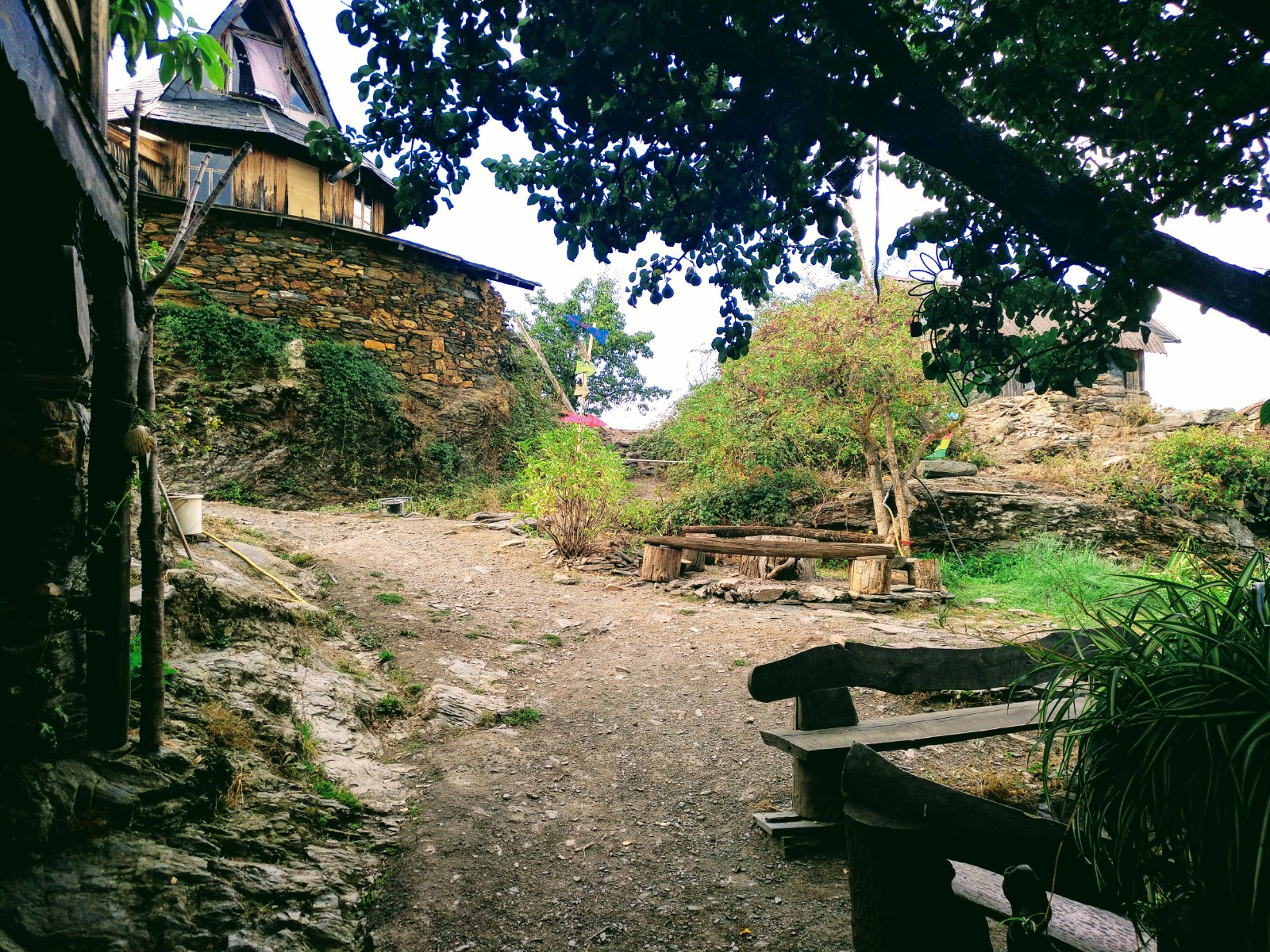
Matavenero

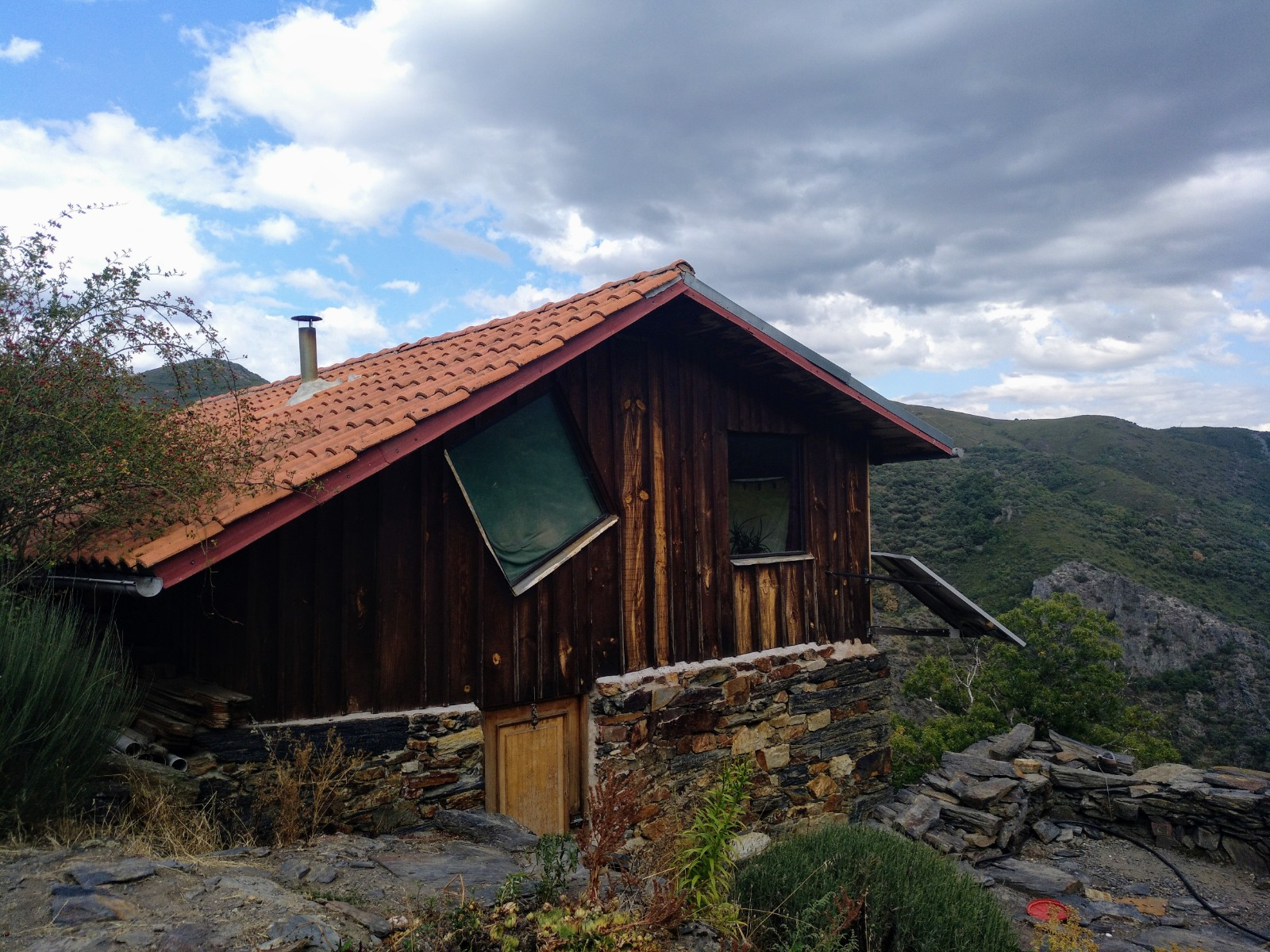
Matavenero

En el siglo XIX perteneció al desaparecido municipio de Alvares de la Ribera (Albares de la Ribera). Quedó deshabitado a finales de los años 1960, hasta que en 1989 varias personas de distintas nacionalidades se establecieron en esta localidad y en la cercana de Poibueno, intentando crear lo que han dado en llamar como aldea ecológica o ecoaldea, organizándose en Junta Vecinal.

## Comunicaciones
Se puede acceder desde la antigua Nacional VI La Coruña-Madrid, desviándose hacia el pueblo de San Andrés de las Puentes y de ahí a San Facundo. Tras este pueblo se acaba la carretera y comienza un camino de montaña no apto para automóviles. También se puede acceder desde la carretera Astorga-Ponferrada en un desvío a través de pista forestal, cerca de Foncebadón o una vez pasado Molinaseca tomando la carretera de Onamio y continuando hacia Paradasolana y siguiendo por pista forestal.

## Servicios
Tras solucionar problemas básicos como el agua potable (suministrada por arroyos de montaña) y el suministro energético (principalmente a través de placas solares), la población creció, creándose una serie de negocios artesanales y agrícolas (comerciando en las ferias y mercados de los pueblos y ciudades cercanas, principalmente Ponferrada y Astorga), a la vez que cuenta con panadería, tienda y un pequeño restaurante.
Desde su recuperación como pueblo habitado, han nacido más de 30 niños, por lo que al sumarse los residentes en Matavenero hizo necesaria la creación de una escuela, a la que llaman escuela libre.
La circulación de vehículos de motor está prohibida en la localidad. El pueblo es mencionado por Alberto Ruz Buenfil, en su libro Los guerreros del arcoíris.